# Everaldo
Everaldo Marques da Silva eller bare Everaldo (11. september 1944 – 28. oktober 1974) var en brasiliansk fodboldspiller (venstre back), der med Brasiliens landshold vandt guld ved VM i 1970 i Mexico. Han spillede fem af brasilianernes seks kampe under turneringen, heriblandt finalen. I alt nåede han at spille 26 landskampe.
Everaldo spillede på klubplan for Grêmio i fødebyen Porto Alegre.
Han blev dræbt i en bilulykke i 1974 i en alder af kun 30 år.